# Mohylów Podolski
Mohylów Podolski (ukr. Могилів-Подільський – Mohyliw Podilśkyj, rum. Moghilǎu/Movilǎu, ros. Могилёв-Подольский – Mogilow Podolskij) – miasto na Ukrainie, stolica rejonu w obwodzie winnickim, przy granicy z Mołdawią, nad Dniestrem.
W miejscowości znajduje się stacja kolejowa Mohylów Podolski.
W mieście rozwinął się przemysł maszynowy, odzieżowy oraz spożywczy.

## Historia

### W Koronie Królestwa Polskiego

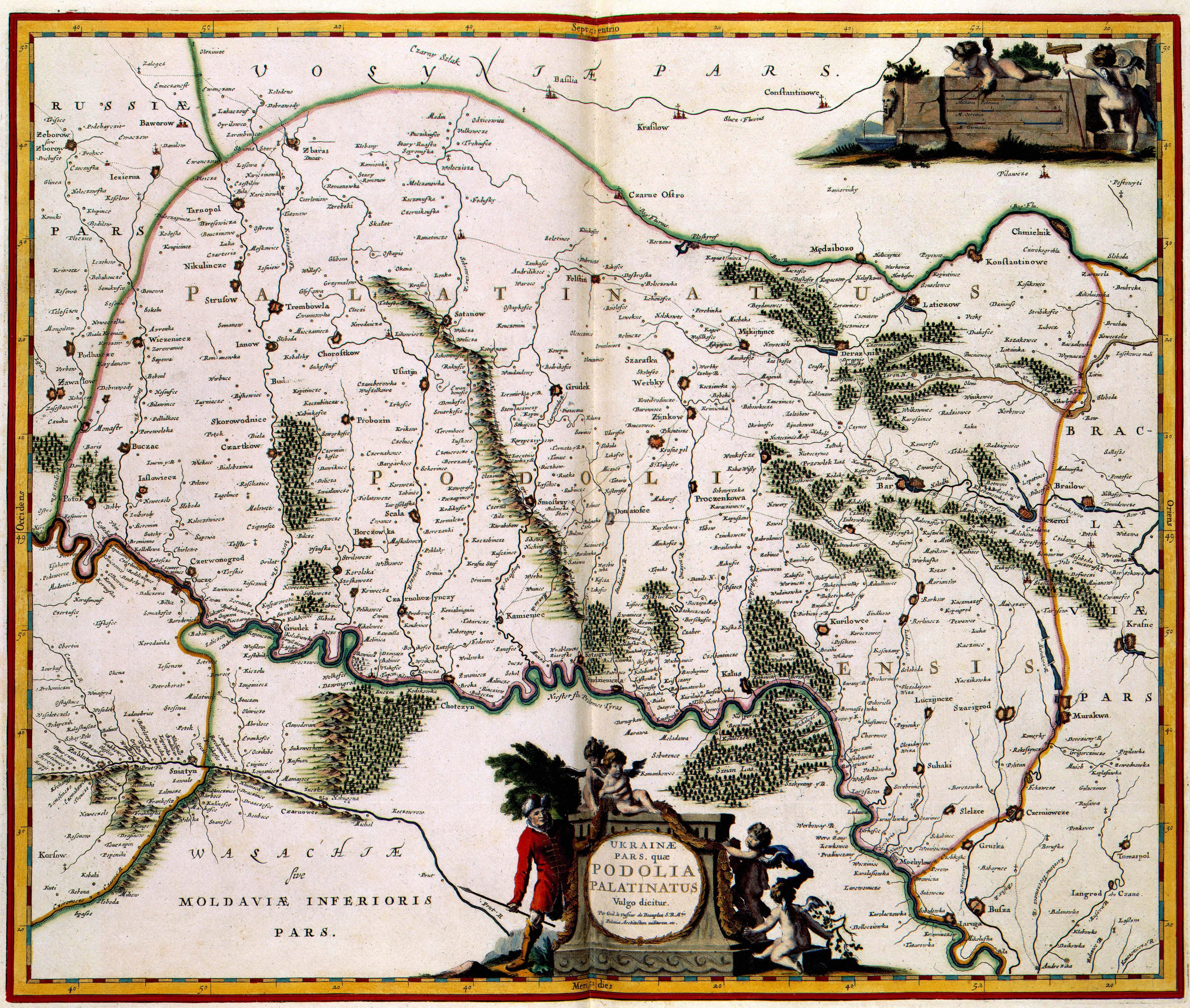
Mapa województwa podolskiego z 1648 r. z Mohylowem oznaczonym jako Mochylow (w południowo-wschodniej części województwa)

Historycy przypisują założenie miasta Jeremiemu Mohyle, który nazwał je od swego nazwiska. Miasto przekazał w posagu córce Marii, która poślubiła Stefana Potockiego, wojewodę bracławskiego. Przynależało administracyjnie do województwa podolskiego prowincji małopolskiej. Wkrótce zamieszkali tu Ormianie i Grecy, którzy bardzo przyczynili się do rozwoju miasta. Pierwsze umocnienia po bitwie pod Cecorą zbudował tu Teofil Szemberg.
Na przeciwległym, mołdawskim brzegu Dniestru, znajduje się pole bitwy pod Cecorą. Tam też w 1620 roku zginął hetman Stanisław Żółkiewski. W 1652 roku zajęty przez Kozaków. W 1672 roku okupowany przez Imperium Osmańskie. Przypuszczalne w pobliżu znajduje się miejsce pochówku Józefa Pułaskiego, marszałka Konfederacji Barskiej, ojca Kazimierza Pułaskiego. W 1742 roku biskup kamieniecki Wacław Hieronim Sierakowski erygował parafię rzymskokatolicką i zbudowano drewniany kościół, który miał się znajdować w miejscu wcześniejszego z pocz. XVII wieku. Na jego miejscu w latach 1772–1791 zbudowano murowany kościół katolicki pod wezwaniem Nawiedzenia NMP, z fundacji wojewody Potockiego i staraniem ks. Szymona Krzysztofowicza. W 1743 r. Mohylów otrzymał prawo magdeburskie. Pod koniec XVIII wieku było to jedno z największych miast na Podolu. W 1776 r. było w nim 1167 domów, w których zamieszkiwało ponad 11 tys. osób., w tym Polacy, Ukraińcy, Ormianie, Grecy, Serbowie, Bułgarzy, Wołosi i Bośniacy. U schyłku I Rzeczypospolitej stacjonował tu 2 Pułk Przedniej Straży Buławy Wielkiej Koronnej.

### W zaborze rosyjskim i ZSRR

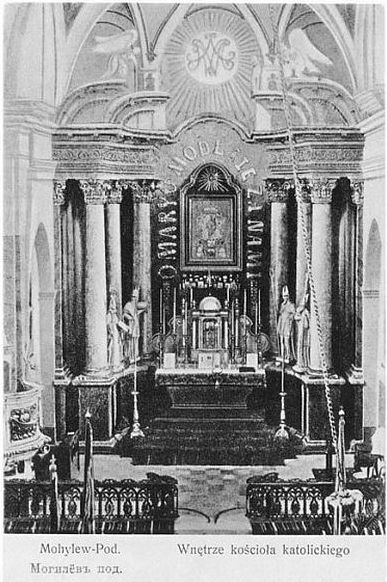
Wnętrze kościoła NMP wysadzonego w powietrze w 1937 roku

W 1793 roku po II rozbiorze miasto zostało zagarnięte przez Imperium Rosyjskie i nie powróciło już do Polski. Rząd rosyjski w 1806 roku wykupił miasto od Potockich za 500 tys. rubli. Podczas zaborów siedziba powiatu mohylowskiego guberni podolskiej. W latach 1806–1848 Mohylów był siedzibą diecezji ormiańskiej, na czele której stanął pb Józef Krzysztofowicz. Diecezja była niewielka i obejmowała parafie znajdujące się na ziemiach polskich, włączonych do zaboru rosyjskiego.
W 1881 roku doprowadzono do miasta kolej. Pod koniec XIX wieku wśród mieszkańców znacznie zwiększył się odsetek ludności żydowskiej: w 1881 roku w mieście mieszkało 14 tys. Żydów, 4932 Ukraińców, 1020 Polaków. W 1873 roku prenumerowano w mieście 321 pism rosyjskich, 85 polskich, 3 żydowskie, 12 zagranicznych. Przed I wojną światową parafia rzymskokatolicka w Mohylowie liczyła 1448 wiernych.
W 1919 Mohylów został zdobyty przez polskie oddziały pod wodzą gen. Franciszka Krajowskiego.
Około 1937 roku w ramach akcji antypolskiej rzymskokatolicki kościół z XVIII wieku został wysadzony w powietrze przez władze sowieckie.
W latach 1941–1944 pod okupacją niemiecką, w trakcie której utworzono w nim getto dla Żydów. Zajęty przez Armię Czerwoną 14 marca 1944 roku. Od 1991 roku w składzie Ukrainy.

## Zabytki
- Cerkiew św. Paraskiewy, prawosławna, pierwotnie unicka, z 1775 r.
- Sobór św. Mikołaja z 1754 roku, przebudowana w 1885 r.
- Sobór św. Jerzego (1808–19), klasycystyczny.
- Cerkiew św. Aleksandra Newskiego, w stylu bizantyjsko-rosyjskim[4]
- Cmentarz polski z około 1840 roku, z grobami m.in. Wincenty Moszyńskiej, rodziny Dębickich, Wincentego Kowalskiego, Franciszka Żulińskiego, Stanisławy Drużbowicz, rodziny Dobrowolskich, Antoniego Baronowskiego, ks. Teodora Narolskiego, ks. Erazma Wierzejskiego, Stefana i Karoliny Plaszkieniczów[5].

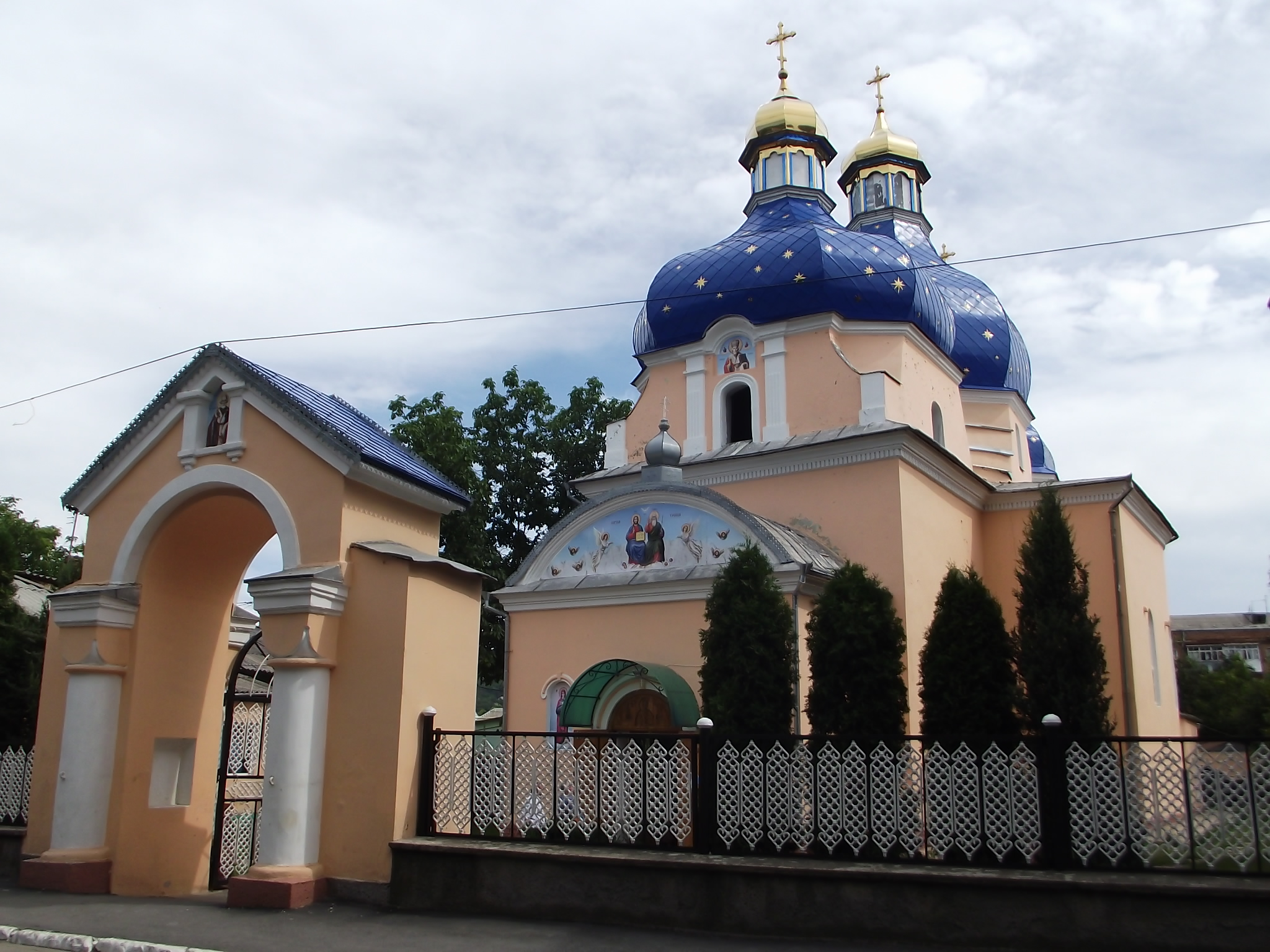
Sobór św. Mikołaja
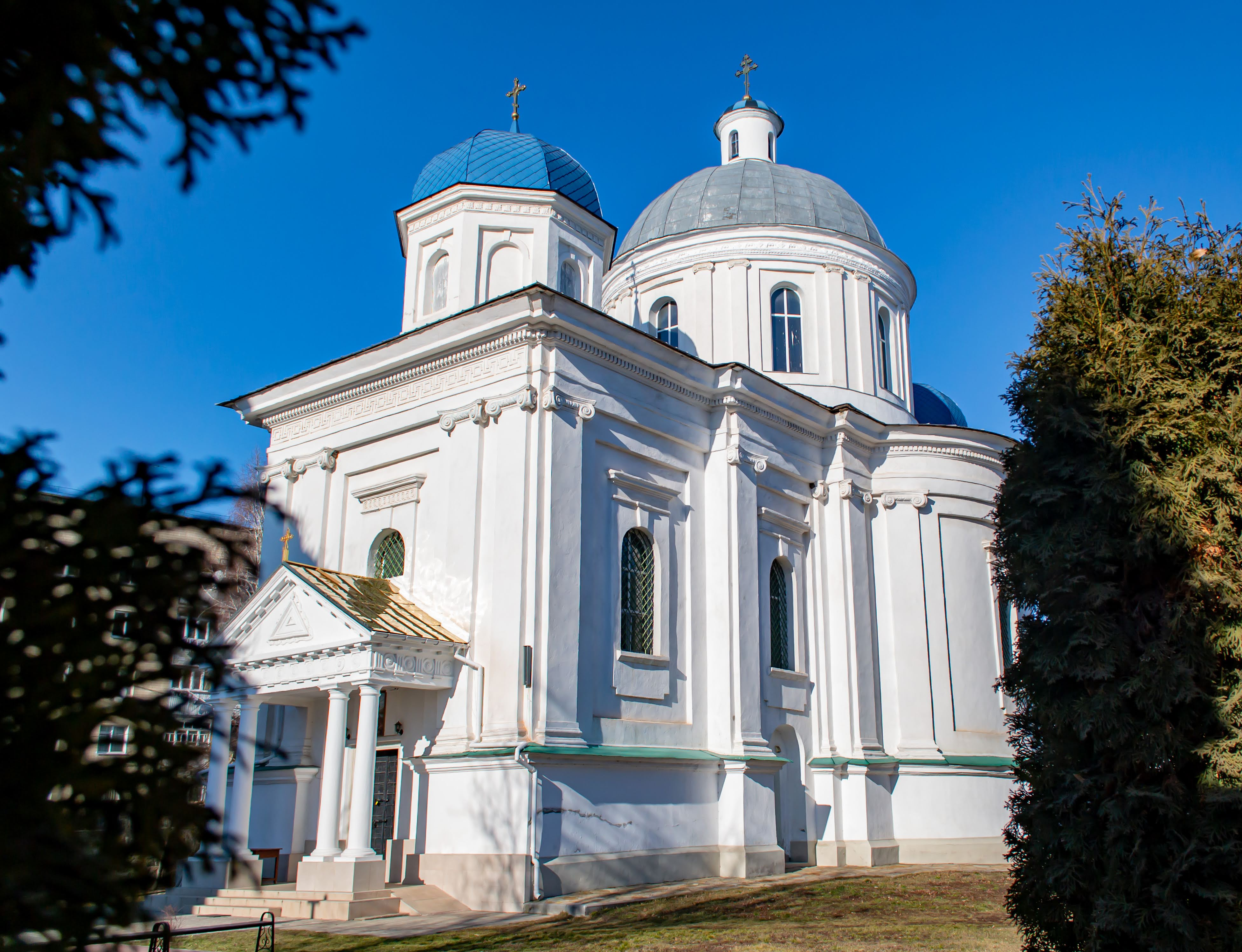
Sobór św. Jerzego
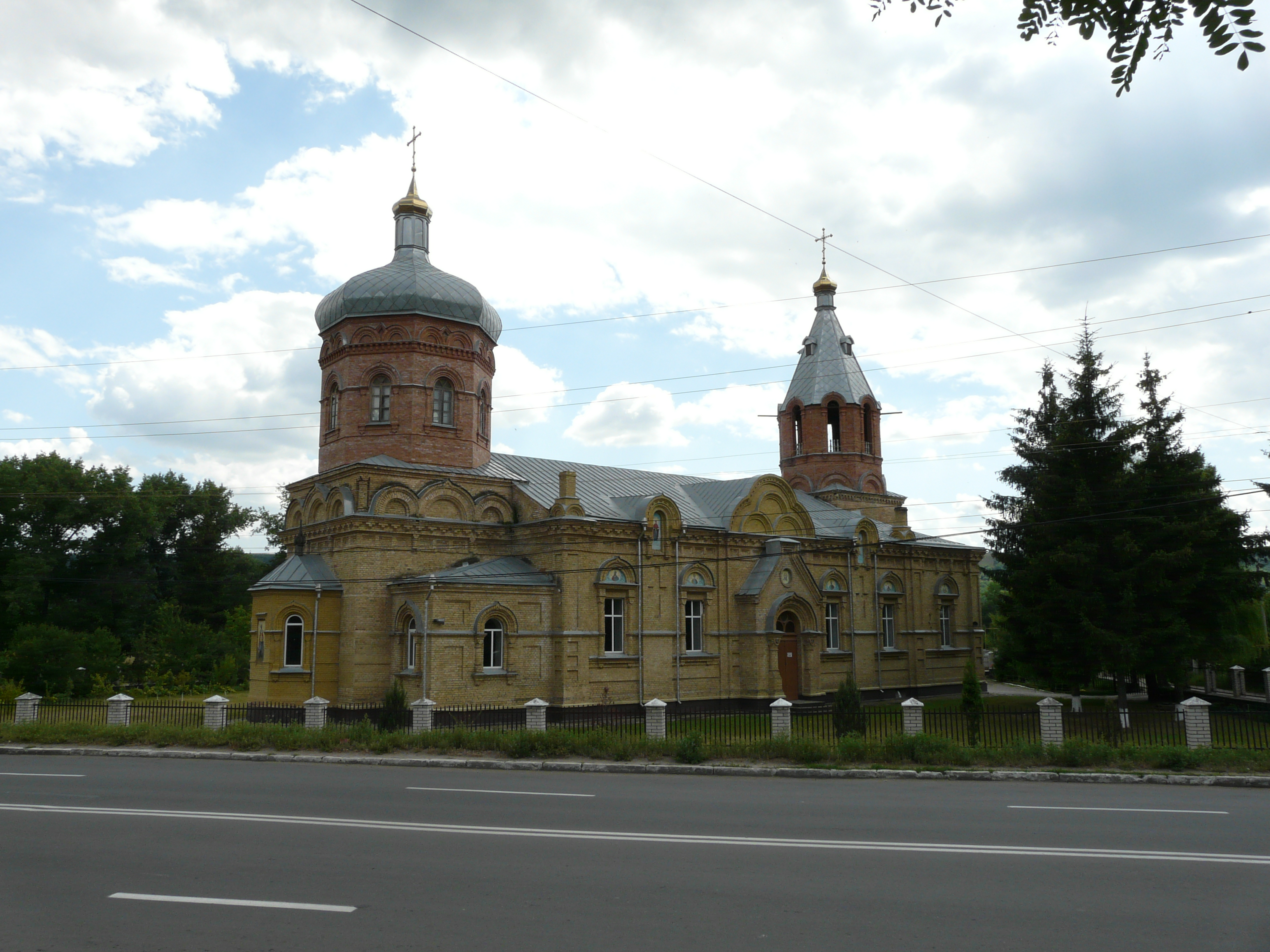
Cerkiew św. Aleksandra Newskiego
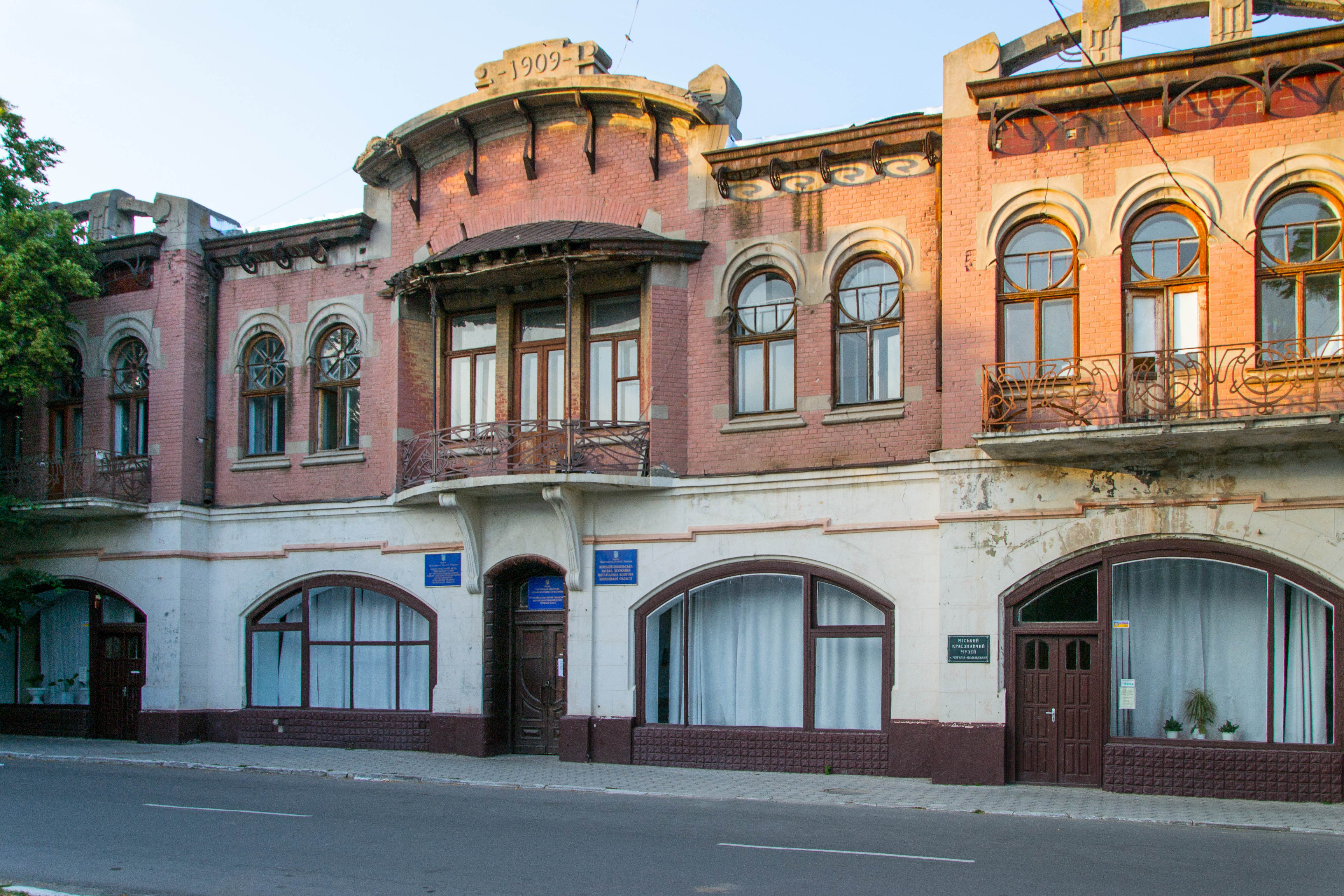
Zabytkowa kamienica
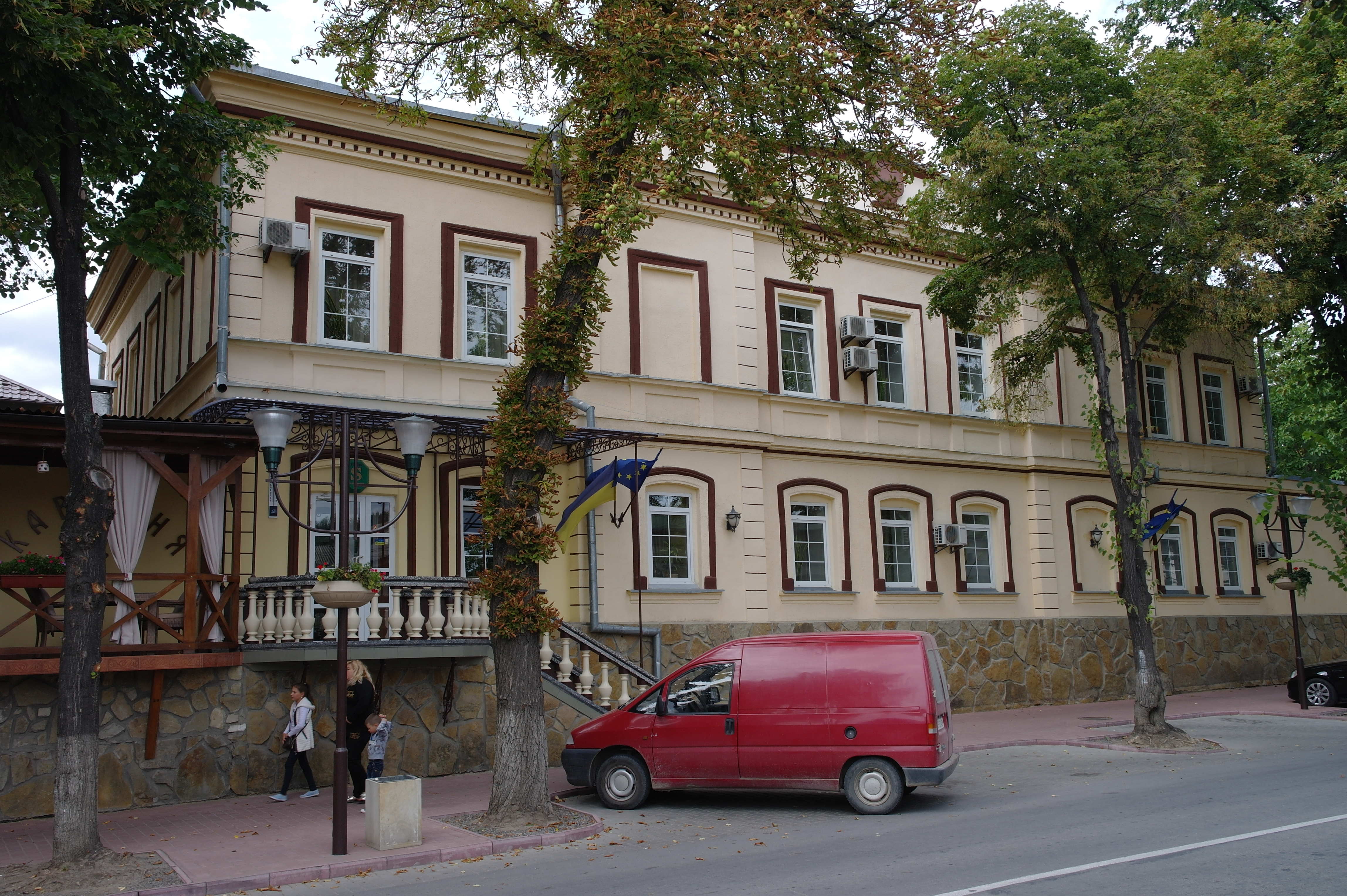
Zabytkowy dom

## Znane postaci urodzone w Mohylowie
- Boris Bażanow, sekretarz Biura Politycznego WKP(b) w latach 20. XX w., autor demaskatorskich wspomnień Byłem sekretarzem Stalina,
- Zygmunt Brynk, inżynier mechanik okrętowy, kontradmirał Marynarki Wojennej RP,
- Kazimierz Kietliński, admirał,
- Nikołaj Krestinski, członek pierwszego Biura Politycznego RKP(b), wicekomisarz spraw zagranicznych ZSRR, ofiara wielkiej czystki,
- Witold Maliszewski, polski kompozytor, dyrygent i pedagog, uczeń Rimskiego-Korsakowa, nauczyciel m.in. Witolda Lutosławskiego,

## Miasta partnerskie
- Końskie, Środa Wielkopolska